# Distichlis australis
Distichlis australis là một loài thực vật có hoa trong họ Hòa thảo. Loài này được (Speg.) Villamil mô tả khoa học đầu tiên năm 1969.